# Anderson Dias (futebol de cinco)
Anderson Dias (São João de Meriti, 22 de julho de 1978) é um futebolista paralímpico brasileiro.
Representou o Brasil na seleção de futebol de cinco nos Jogos Paralímpicos de Verão de 2004 em Atenas onde conquistou a medalha de ouro. Foi impossibilitado de participar dos Jogos Parapan-Americanos de 2007 do Rio de Janeiro devido a uma cirurgia no joelho.